# Alicja Chybicka

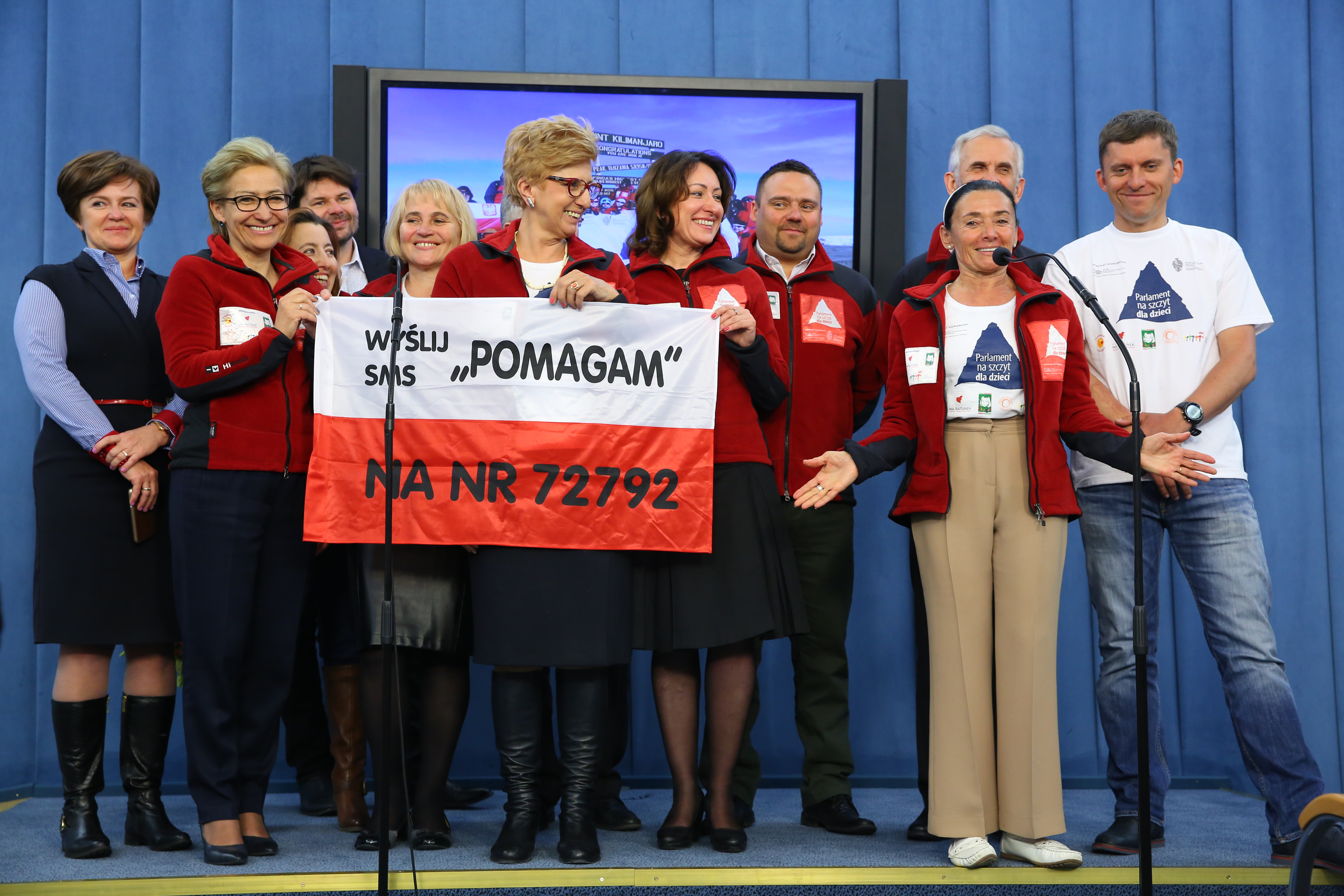
Alicja Chybicka podczas konferencji w Sejmie poświęconej akcji charytatywnej parlamentarzystów Parlament na szczyt dla dzieci, której była inicjatorką (2015)

Alicja Paulina Chybicka z domu Opolska (ur. 10 maja 1951 w Wałbrzychu) – polska lekarka i polityk, profesor nauk medycznych, profesor Uniwersytetu Medycznego we Wrocławiu. Była prezes Polskiego Towarzystwa Pediatrycznego, senator VIII i X kadencji, posłanka na Sejm VIII i X kadencji.

## Życiorys
W 1969 ukończyła Liceum Ogólnokształcące nr XII im. Bolesława Chrobrego we Wrocławiu. Następnie podjęła studia na wydziale lekarskim Akademii Medycznej im. Piastów Śląskich. Za wyniki w nauce rektor zaproponował jej indywidualny tok studiów pod kierunkiem profesor Janiny Bogusławskiej-Jaworskiej, która w tamtym czasie tworzyła we Wrocławiu onkologię dziecięcą. Studia ukończyła z wyróżnieniem w 1975, następnie podjęła studia doktoranckie na macierzystej uczelni, które ukończyła wraz z pierwszą specjalizacją – I stopnia z pediatrii – w 1979. Oprócz niej uzyskała także pięć innych specjalizacji: II stopnia z pediatrii (od 1982), z onkologii i hematologii dziecięcej (od 2002), z immunologii klinicznej (od 2003), z transplantologii klinicznej (od 2004) oraz medycyny paliatywnej (od 2004). Habilitowała się w 1995 na podstawie rozprawy zatytułowanej Badanie cytokin i wykorzystanie ich właściwości biologicznych w leczeniu nowotworów u dzieci. Za habilitację otrzymała od ministra zdrowia nagrodę I stopnia. Tytuł profesora otrzymała na mocy postanowienia prezydenta RP z 19 maja 1999.
Zawodowo związana z Akademią Medyczną i następnie z Uniwersytetem Medycznym we Wrocławiu. W 2000 została kierownikiem Katedry i Kliniki Transplantacji Szpiku, Onkologii i Hematologii Dziecięcej na tej uczelni. W 2007 wybrano ją na prezesa Polskiego Towarzystwa Pediatrycznego, została też członkinią zarządu Polskiego Towarzystwa Onkologii i Hematologii Dziecięcej, członkinią Polskiej Akademii Nauk, rady Fundacji „Na Ratunek Dzieciom z Chorobą Nowotworową” oraz (od 2012) członkinią rady programowej Fundacji Mam Marzenie.
Jest autorką i współautorką ponad 500 publikacji z zakresu pediatrii, hematologii i onkologii dziecięcej, transplantacji komórek macierzystych, terapii genowej. Wypromowała kilkunastu doktorantów, była opiekunką kilku zakończonych habilitacji. W 2011 bezskutecznie ubiegała się o wybór na stanowisko rektora Akademii Medycznej im. Piastów Śląskich we Wrocławiu.
W wyborach parlamentarnych w tym samym roku została bezpartyjną kandydatką do Senatu w okręgu nr 7 z ramienia Platformy Obywatelskiej, uzyskując także poparcie Jolanty Kwaśniewskiej. W głosowaniu z 9 października 2011 zdobyła mandat senatorski, otrzymując 62 452 głosy.
W wyborach parlamentarnych w 2015 wystartowała do Sejmu z pierwszego miejsca listy PO w okręgu wrocławskim. Została wybrana na posłankę VIII kadencji, otrzymując 62 211 głosów. W Sejmie została członkinią Komisji Zdrowia oraz Komisji Ochrony Środowiska, Zasobów Naturalnych i Leśnictwa. W 2017 została ogłoszona przez wrocławskie struktury PO kandydatką na prezydenta Wrocławia. W kwietniu 2018 Platforma Obywatelska ogłosiła jednak cofnięcie tej rekomendacji i wystawienie Kazimierza Michała Ujazdowskiego, a w sierpniu 2018 partia poparła Jacka Sutryka.
W wyborach w 2019 z ramienia Koalicji Obywatelskiej została wybrana do Senatu X kadencji (ponownie w okręgu nr 7), otrzymując 113 877 głosów. W wyborach w 2023 była kandydatką do Sejmu z okręgu wrocławskiego z listy KO. Uzyskała mandat posłanki X kadencji z wynikiem 78 816 głosów.

## Wyniki w wyborach ogólnopolskich
| Wybory | Komitet wyborczy   | Komitet wyborczy      | Organ               | Okręg           | Wynik            |
| ------ | ------------------ | --------------------- | ------------------- | --------------- | ---------------- |
| 2011   |                    | Platforma Obywatelska | Senat VIII kadencji | nr 7            | 62 452 (43,89%)  |
| 2015   | Sejm VIII kadencji | Platforma Obywatelska | nr 3                | 62 211 (11,89%) |                  |
| 2019   |                    | Koalicja Obywatelska  | Senat X kadencji    | nr 7            | 113 877 (69,21%) |
| 2023   | Sejm X kadencji    | Koalicja Obywatelska  | nr 3                | 78 816 (10,16%) |                  |

## Życie prywatne
Jest zamężna z Ryszardem Chybickim. Ma dwóch synów i córkę.

## Członkostwo w towarzystwach naukowych
- Polskie Towarzystwo Hematologów i Transfuzjologów
- Polskie Towarzystwo Pediatryczne
- Polskie Towarzystwo Onkologii i Hematologii Dziecięcej
- Polskie Towarzystwo Lekarskie
- Polskie Towarzystwo Onkologiczne
- American Society of Hematology
- European Bone Marrow Transplantation (EBMT)
- International Society of Experimental Hematology (ISEH)
- European Hematology Asociation (EHA)
- European Academy of Pediatric (EAP)

## Odznaczenia i wyróżnienia
W 2001 odznaczona Złotym Krzyżem Zasługi. Ponadto wyróżniona Orderem Uśmiechu (2006) oraz Medalem Komisji Edukacji Narodowej (2007). Wyróżniona Odznaką Honorową za Zasługi dla Ochrony Praw Dziecka (2014) oraz tytułem doktora honoris causa Akademii Pedagogiki Specjalnej im. Marii Grzegorzewskiej w Warszawie (2014).
Nagrodzona Perłą Honorową w kategorii nauka (2007), Złotą Kulą 2008 przyznaną przez Wrocławską Izbę Gospodarczą, tytułem Kobiety Roku 2008 przyznanym przez miesięcznik „Twój Styl”. W 2021 została laureatką „Dolnośląskiego Klucza Sukcesu”.
W 2022 otrzymała tytuł honorowego obywatela Wrocławia.